# Josef Koukal (voják)
Josef Koukal (6. května 1912 Jenišovice – 23. února 1980 Luže) byl český dopravní a stíhací pilot. Během druhé světové války se zúčastnil bitvy o Británii. Byl členem Guinea Pig Clubu, organizace pro piloty, kteří během akce utrpěli popáleniny a Caterpillar Clubu, sdružujícího piloty, kteří se z letounu neschopného letu dostali pomocí padáku.

## Život

### Mládí
Narodil se jako osmé z devíti dětí zemědělci Janu Koukalovi a jeho ženě Emílii. Po absolvování základní školy v Jenišovicích se vyučil automechanikem v Chocni. V roce 1931 ukončil studia na leteckém učilišti v Prostějově a nastoupil do pilotní a stíhací školy v Chebu. Po skončení studií se stal polním pilotem československé armády s hodností četaře. V roce 1936 z armády odešel, nadále však zůstal pilotem v záloze. Až do německé okupace pracoval jako zalétávací a zkušební pilot u choceňské firmy Beneš a Mráz. V roce 1936 se oženil s Františkou Putnarovou.

### Vojenská služba
Po vyhlášení částečné mobilizace československé armády 20. května 1938 byl jako pilot v záloze povolán do služby. Začátkem roku 1939 získal diplom dopravního pilota. Po vzniku tzv. protektorátu bylo československé válečné letectvo rozpuštěno a Koukal se rozhodl odejít z vlasti.

### Zahraniční voják
Dne 12. srpna 1939 se vydal do zahraničí. Byl přijat k polskému letectvu, kde se přeškolil na polská letadla. Bezprostředně po vypuknutí druhé světové války, 4. září 1939, se stal příslušníkem nově vzniklé Československé průzkumné letky. Po útoku sovětské armády na Polsko se mu podařilo uniknout, než byl 2. října zajat a transportován na východ. Dne 9. října Koukal a další dva českoslovenští letci opět unikli a podařilo se jim dostat do Rumunska. Byli však udáni úřadům a za neoprávněný vnik na rumunské území jim hrozila deportace zpět do protektorátu. Nakonec byli posláni do internačního tábora. Po měsíci se jim při transportu do města Buzău podařilo utéct. Dostali se do Bukurešti, kde jim byly polským konzulátem poskytnuty polské doklady a víza. Poté pokračovali přes Istanbul do Bejrútu, kde jim československý konzulát poskytl československé doklady a zajistil plavbu do Marseille, kde byli o den později odvedeni do francouzské armády. Zde Koukal pobýval nejprve v československém středisku v Agde, odkud byl již jako rotný odvelen na leteckou základnu Mérignac u města Bordeaux. Tady se opět přeškolil na francouzskou leteckou techniku. Po kapitulaci Francie byl společně s dalšími letci evakuován do anglického Falmouthu, kam připlul 21. června 1940. Krátce po příjezdu do Anglie, 12. července 1940 byl přijat do Royal Air Force jako příslušník dobrovolné zálohy (RAF Volunteer Reserve) a přesunul se do Duxfordu, kde vznikala 310. československá stíhací peruť RAF. Zde byl přeškolen na stíhačku Hurricane a zúčastnil se bojů. V nich dosáhl dvou sestřelů těžkých stíhacích letounů Messerschmitt Bf 110. Již 7. září 1940 však byl sám sestřelen, přičemž utrpěl popáleniny na 75 % povrchu těla. Josef Koukal byl převezen do nemocnice Green Victoria v East Grinsteadu a předán do péče plastického chirurga Dr. Archibalda McIndoe, který zde vedl oddělení popálenin. Do bojových akcí, nyní u 312. peruti, se vrátil až v dubnu 1943, po absolvování 22 operací. Od srpna 1943 sloužil v nebojových rolích, nejprve při přelétávání nových letounů k operačním jednotkám, a následně u Inspektorátu československého letectva. Mezi dubnem a květnem 1945 absolvoval kurz pilotáže vícemotorových letadel.

### Po návratu do vlasti
Po návratu do vlasti v srpnu 1945 byl v hodnosti majora přeložen jako válečný invalida do výslužby, vzhledem ke zraněním utrpěným během bitvy o Británii. Navrátil se poté do Chocně, kde před válkou působil. Zalétal ještě nové letadlo firmy Beneš-Mráz, ale dále létat nesměl. Náčelník Okresní vojenské správy ve Vysokém Mýtě Koukalovi odmítl udělit povolení k létání vzhledem k jeho nevyhovujícímu zdravotnímu stavu. Koukal se už ke kariéře pilota, při níž létal na 55 typech letadel, nikdy nevrátil. Po převratu v únoru 1948 byl vystaven perzekuci ze strany představitelů komunistického režimu, podobně jako mnozí další českoslovenští váleční letci.
V roce 1964 byl pozván Svazem pilotů Bitvy o Británii, kde se mu dostalo uznání, které mu bylo ve vlasti odpíráno.
Tisk si statečnosti Josefa Koukala za války a jeho života v důchodu v Luži povšimnul až v roce 1968. Ve stejném roce obdržel Josef Koukal ocenění Zasloužilý pracovník leteckého průmyslu a Zasloužilý vojenský letec Československé socialistické republiky. Po srpnové okupaci vojsky Varšavské smlouvy 21. srpna 1968, se o Koukala a jeho rodinu opět začala zajímat StB. Tlak ještě zesílil, když Koukal v roce 1972 opět navštívil Velkou Británii.
Josef Koukal zemřel 23. února 1980 v Luži. Příčinou smrti byl infarkt.
Politicky a morálně byl rehabilitován až po listopadu 1989, kdy byl také in memoriam povýšen do hodnosti plukovníka.
V roce 2002 byla na jeho dům v Luži umístěna pamětní deska a místní náměstí pojmenováno po něm. V roce 2010 mu byl odhalen pomník i v rodných Jenišovicích.
Dne 28. října 2020 mu bylo prezidentem České republiky Milošem Zemanem, u příležitosti 102. výročí vzniku Československé republiky, uděleno nejvyšší státní vyznamenání České republiky, Řád Bílého lva vojenské skupiny I. třídy, in memoriam.

## Vyznamenání

### Československá/Česká
- Československý válečný kříž 1939
- Československá medaile Za chrabrost před nepřítelem
- Československá medaile za zásluhy 1. stupně
- Pamětní medaile československé armády v zahraničí se štítkem P, F a VB,
- Řád Bílého lva, I. třída – vojenská skupina

### Polská
- Krzyz Walecznych

### Britská
- The 1939–1945 Star [8] (with Battle of Britain Clasp)
- War Medal 1939–1945 [9]
- Defence Medal [10]